# Cynopterus
Cynopterus är ett släkte av däggdjur. Cynopterus ingår i familjen flyghundar.
Det vetenskapliga namnet bildas av de grekiska orden kynos (hund) och pteron (vinge).

## Utseende
Individerna når en kroppslängd (huvud och bål) mellan 7 och 13 cm samt en svanslängd mellan 0,6 och 1,5 cm. Underarmarnas längd som bestämmer djurets vingspann är 5,5 till 9,2 cm. Vikten varierar mellan 25 och 100 gram. Pälsfärgen är beroende på art men flera arter har en olivbrun päls. Dessa flyghundar kännetecknas av rörformiga näsborrar och av ett veck i övre läppen.

## Utbredning och habitat
Cynopterus förekommer i östra Asien från Pakistan till Sundaöarna. Habitatet utgörs av skogar i låglandet och i medelhöga bergstrakter.

## Ekologi
Dessa flyghundar vilar i grottor, i människans byggnader eller i stora blad av palmer. Palmbladet modifieras av flyghunden innan det används som tältliknande bo. Ett liknande beteende är annars bara känt från fladdermöss som lever i Nya världen. En flock av 6 till 12 individer vilar tillsammans. Sedan flyger de ofta 97 till 113 km till platsen med föda. De äter vanligen frukternas saft och ibland fruktkött. Tältet som nämns ovan byggs vanligen av en hanne och det kan dröja 50 dagar innan konstruktionen är färdig.  Parningen sker ofta under våren eller under hösten men även under andra årstider. Dräktighetens längd är beroende på art och vanligen föds en unge per kull. Cirka 6 till 8 veckor efter födelsen slutar honan med digivning. Ungar blir vid slutet av första levnadsåret eller under andra levnadsåret könsmogna.

## Taxonomi
Arter enligt Catalogue of Life:
- Cynopterus brachyotis
- Cynopterus horsfieldi
- Cynopterus nusatenggara
- Cynopterus sphinx
- Cynopterus titthaecheilus

Wilson & Reeder (2005) och IUCN listar ytterligare 2 arter i släktet, Cynopterus luzoniensis och Cynopterus minutus.

## Cynopterusoch människor
När individerna hämtar sin föda från fruktodlingar betraktas de som skadedjur. I norra Thailand används vissa kroppsdelar i den traditionella asiatiska medicinen. Arterna är inte hotade i beståndet och alla listas av IUCN som livskraftig (LC).